# Wiktoria Grzywacz
Wiktoria Grzywacz (ur. 5 kwietnia 1915 w Goszycach, ówczesny powiat miechowski, zm. 20 czerwca 1971 w Skarżysku-Kamiennej) – żołnierz ZWZ/AK, szef kwatermistrzowskiej służby kobiet w sztabie 106 Dywizji Piechoty Armii Krajowej. Kawaler Srebrnego Krzyża Virtuti Militari.

## Życiorys
Urodziła się w rodzinie chłopskiej Stanisława Gawła i Zofii z domu Augustynek. W 1919 r. przeprowadziła się wraz z rodzicami do Zagórza. Szkołę średnią ukończyła w Sosnowcu, gdzie podjęła pracę w ubezpieczalni społecznej, tam też przeszła przeszkolenie sanitarne. 
Wraz ze swoją siostrą Natalią Gaweł ps. „Alina”, która podczas kampanii wrześniowej pracowała jako sanitariuszka, zaangażowała się w pracę na rzecz podziemnej służby sanitarnej. Od 1939 r. należała do SZP/ZWZ, została członkinią Zielonego Krzyża, konspiracyjnej organizacji sanitarnej.
W 1941 r. przeprowadziła się do Pietrzejowic, w powiecie miechowskim. Znalazła się w sztabie Inspektoratu „Maria” AK, gdzie pełniła zadania łączniczki między dowództwem Inspektoratu a lokalnymi strukturami Batalionów Chłopskich i Ludowej Straży Bezpieczeństwa powiatu miechowskiego. Została potem szefem Kwatermistrzowskiej Służby Kobiet w sztabie 106 Dywizji Piechoty Armii Krajowej. Do jej obowiązków należało zaopatrywanie oddziału w żywność, odzież, artykuły sanitarne, broń i amunicję. Prowadziła kursy oraz ćwiczenia praktyczne opieki sanitarnej.
Po wojnie zamieszkała w Skarżysku-Kamiennej. Pochowana jest na cmentarzu w Luborzycy.
Odznaczona została Krzyżem Srebrnym Orderu Virtuti Militari, Krzyżem Partyzanckim oraz Krzyżem Walecznych.